# O Cânone da Medicina

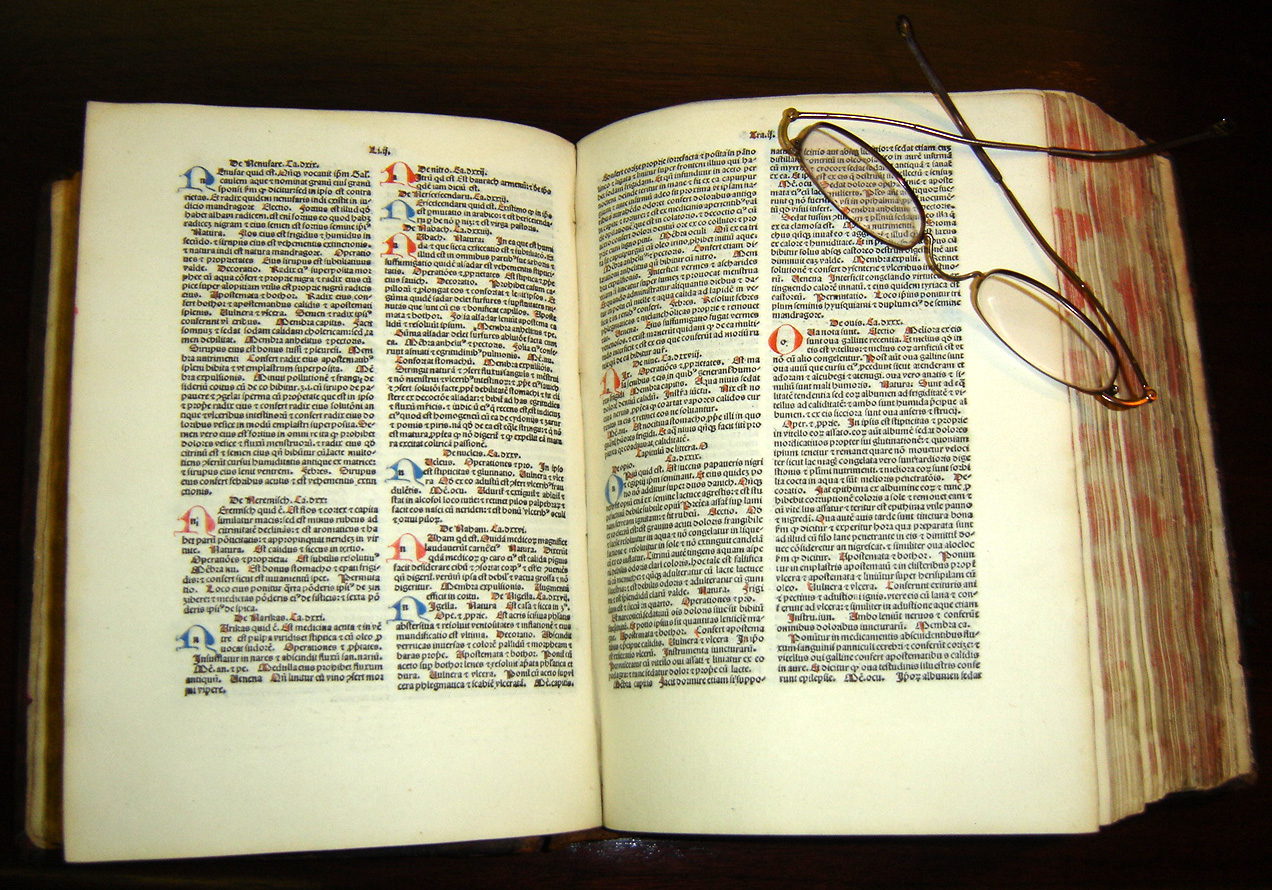
Copia latina do Cânone da Medicina, concluida em 1484, situada na Biblioteca Médica P.I. Nixon do Centro de Ciências da Saúde da Universidade do Texas em San Antonio.

O Cânone da medicina (título original em árabe: القانون في الطب Al-Qanun fi al-Tibb) é uma enciclopédia médica de 14 volumes escrita pelo polímata muçulmano persa Ibn Sina (Avicena) em torno do ano 1020. O livro se baseava em uma combinação de sua própria experiência pessoal, de medicina islâmica medieval, dos escritos de Galeno, Sushruta e Charaka, assim como da antiga medicina persa e árabe. O Cânone é considerado um dos livros mais famosos da história da medicina.
Conhecido também como o Qanun, que significa 'lei' no árabe e persa, O cânone da medicina foi uma autoridade da medicina até o século XVIII. Estabelece os princípios da medicina na Europa e no mundo islâmico e é uma das obras escritas mais reputadas de Avicena. Os princípios de medicina que descreveu neste livro há dez séculos seguem sendo ensinados na Universidade da Califórnia em Los Angeles e na Universidade de Yale entre outras como parte da história da medicina. Entre outras coisas, o livro introduz a experimentação e a quantificação sistemática no estudo da fisiologia, e pelo descobrimento das doenças contagiosas.
George Sarton, o pai da história da ciência, escreveu em sua Introdução à história da ciência:

## Visão geral
O livro explica as causas da saúde e da doença. Ibn Sina pensava que o corpo humano não pode recuperar a saúde a menos que se determinem as causas, tanto da saúde como da doença. Ibn Sina afirmava que a medicina (tibb) é a ciência pela qual aprendemos os distintos estados do corpo humano quando tem saúde e quando não a tem, assim como os modos pelos quais é provável que se perca a saúde e, uma vez perdida, recuperar-la. Em outras palavras, a medicina é a ciência por meio da qual se conserva a saúde e é a arte por meio de qual se recupera após tê-la perdido.
Avicena considerava que as causas da boa saúde e das doenças eram as seguintes:
1. As causas materiais;
2. Os elementos;
3. Os humores;
4. A variabilidade dos humores;
5. Os temperamentos;
6. As faculdades psíquicas;
7. A força vital;
8. Os órgãos;
9. As causas eficientes;
10. As causas formais;
11. As faculdades vitais;
12. As causas finais.

(Existem muitas outras fontes que explicam seus conceitos em profundidade e são acessíveis a partir da internet em sites médicos e islâmicos.)
O Qanun oferece um diagnóstico científico da anchilostomiasis e atribui a condição a um verme intestinal. O Qanun assinala a importância da dieta, a influência do clima e do ambiente sobre a saúde, assim como o uso cirúrgico da anestesia oral. Ibn Sina aconselhava aos cirurgiões tratar o câncer em suas primeiras etapas, certificando-se de remover todo o tecido afetado. A matéria médica do Qanun nomeou mais de 760 medicamentos, com comentários sobre sua aplicação e efetividade. Recomendava a experimentação das novas medicinas com animais e humanos antes de seu uso generalizado.
Ibn Sina observou a estreita relação entre as emoções e a condição física e sabia que a música exercia um efeito físico e psicológico total nos pacientes. Dentre as muitas doenças mentais que descreveu no Qanun, uma é de interesse particular: o mal de amores! Se diz que Ibn Sina diagnosticou esta condição num príncipe em Jurjan que estava prostrado e cuja doença havia desnorteado os médicos do lugar. Ibn Sina observou um desajuste na pulsação do príncipe quando se mencionava o paradeiro e o nome de sua amada. O grande doutor receitou um remédio muito simples: unir o paciente com a amada.
A cópia mais antiga do Cânone da Medicina data de 1052 e se conserva na coleção do Aga Khan e há planos de abrigá-la no Museu de Aga Khan, em Toronto, Ontário, Canadá.

## O canon da medicinade Avicena na Europa
O texto árabe do Qanun foi traduzido para latim como Canon medicinae por Gerardo de Cremona no século XII e no hebraico em 1279. A partir de então, o Canon foi o principal guia da ciência da medicina no ocidente e acredita-se que influenciou Leonardo da Vinci. Seu conteúdo enciclopédico, sua organização sistemática e sua filosofia logo alcançou um lugar de destaque na literatura médica da Europa, deslocando as obras de Galeno e convertendo-se no manual da educação em medicina nas escolas europeias. O texto era lido nas escolas de medicina de Montpellier e Lovaina até 1650, e Arnold C. Klebs o descreveu como "um dos fenômenos intelectuais mais significativos de todos os tempos". Nas palavras do Dr. William Osler, o Qanun tem sido "uma bíblia da medicina durante mais tempo que nenhuma outra obra". Os primeiros três livros do Canon em latim foram impressos em 1472 e em 1473 apareceu uma edição completa. A edição em hebraico de 1491 é a primeira aparição de um tratado médico em hebraico e o único publicado durante o século XV. Nos últimos 30 anos do século XV teve 15 edições em latim.
Nestes últimos anos, se tem feito uma tradução parcial ao inglês.